# Yo vendo unos ojos negros
Yo vendo unos ojos negros (spanisch für Ich verkaufe ein paar schwarze Augen) ist ein traditionelles chilenisches Lied, das von dem chilenischen Komponisten Donato Román Heitman (1915–2004) verfasst wurde und erstmals in dem gleichnamigen Film aus dem Jahr 1947 in der Version der mexikanischen Sängerin Matilde Sánchez Elías „La Torcacita“ zu hören war. Der Text stammt gemäß anderen Quellen von seinem Landsmann Pablo Ara Lucena.

## Inhalt
Das Lied handelt von einer den Protagonisten verzehrenden Liebe. Je mehr er die von ihm geliebte Person begehrt, desto mehr sehnt er sich vor allem in einsamen Nächten nach ihr. Am Tag geht er bekümmert ans Meer, um die Wellen zu fragen, ob das „Objekt seiner Begierde“ vorbeigekommen ist. 

## Coverversionen
Das Lied wurde von einer Vielzahl von Künstlern aus spanischsprachigen Ländern gecovert und in unterschiedlichen Musikstilen aufgenommen. So zum Beispiel von dem gebürtigen chilenischen und später nach Mexiko ausgewanderten Sänger Lucho Gatica im Bolero-Stil sowie vom mexikanischen Singer-Songwriter Juan Gabriel in einem sehr mexikanischen Stil. Beide haben das Lied auch gemeinsam dargeboten.
Zu den zahlreichen lateinamerikanischen Interpreten, die das Lied gecovert haben, gehören unter anderem auch der Mexikaner Marco Antonio Solís und das Trio Los Paraguayos.
Ferner wurde das Lied unter anderem auch von den spanischen Künstlern Isabel Pantoja und Plácido Domingo gesungen. Darüber hinaus wurde das Lied (ebenfalls in der spanischen Originalversion) von Nat King Cole, Freddy Quinn und Helmut Lotti aufgenommen.